# Manuquibia (Ort, Vatuvou)
Manuquibia ist ein osttimoresischer Ort im Suco Vatuvou (Verwaltungsamt Maubara, Gemeinde Liquiçá). Er liegt im Zentrum der Aldeia Manuquibia  in einer Meereshöhe von 614 m. Eine Straße verbindet Manuquibia mit dem Suco Lissadila im Süden und dem Nachbarort Melabua und weiter nach Norden bis Maubara an der Nordküste Timors.